# Ferre Gola

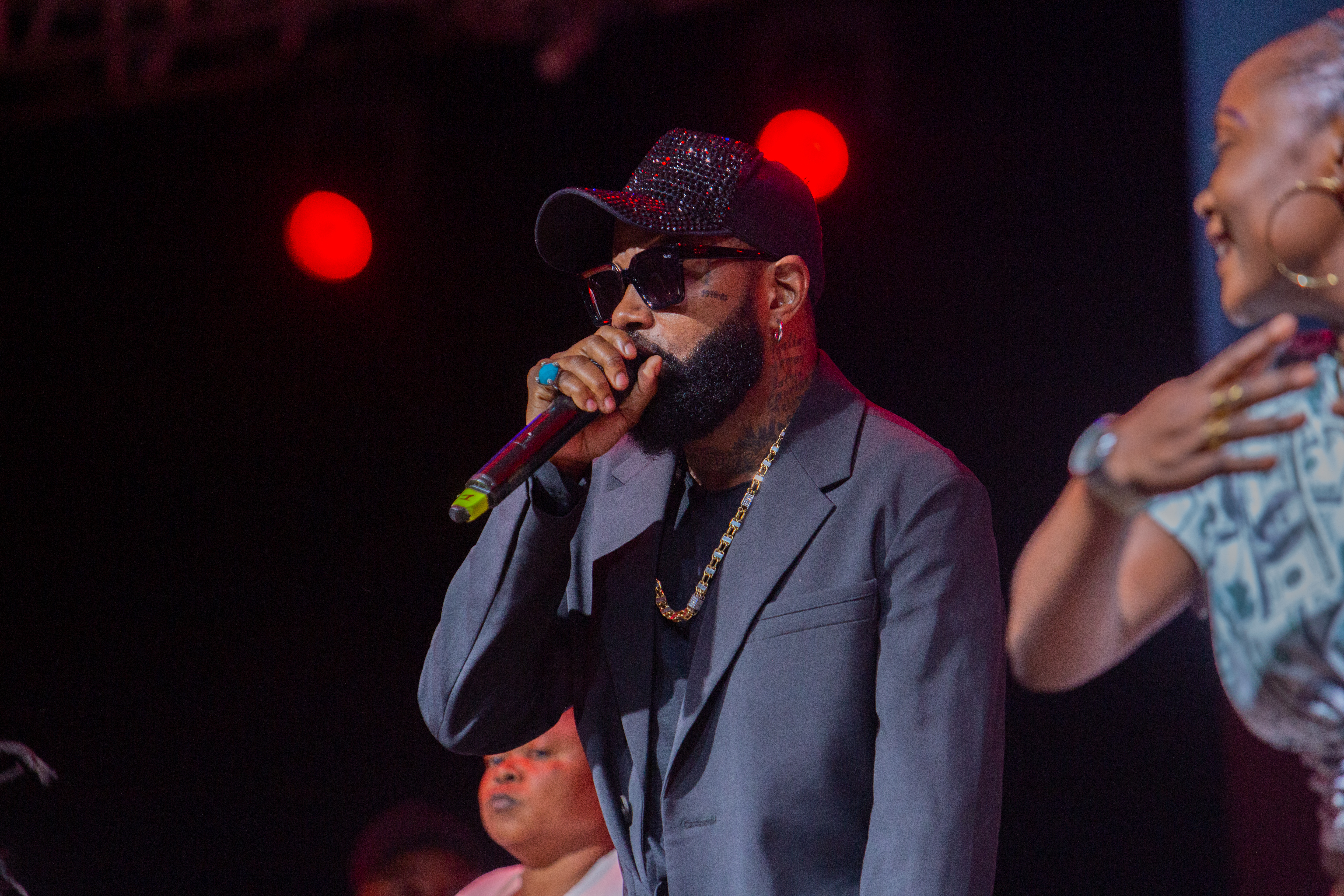
Ferre Gola, 2023

Ferre Gola (* 3. März 1976 in Kinshasa als Hervé NGola Bataringe) ist ein kongolesischer Soukous-Musiker. „Gola“ ist die Abkürzung oder Kurzform seines richtigen Namens „NGola“. Ehemals war er Mitglied der kongolesischen Band Quartier Latin International, die 1986 von Koffi Olomide gegründet und geleitet wurde.

## Biografie
Schon als Kind wollte er ein Profimusiker werden. Er begann seine Karriere in einer Band in Bandalungwa mit dem Namen „Rumba des Jeunes“, bevor er 1995 bei „Wenge Musica“ einstieg.
Nach Auflösung dieser Gruppe schloss sich Ferre Gola Werrasons „Maison Mère“ an, bevor er zusammen mit Bill Clinton und Jus D'été „Marquess of Maison Mère“ gründete.
„Les Marquis“ stieg wieder aus, nachdem das Werk Miracles als das beste Album der „KORA Awards 2005“ in Südafrika herausgekommen war.
1995 wurde er auf einer Talentmesse in Bandalungwa, einem Bezirk in der Stadt Kinshasa, entdeckt und von Werrason in die Gruppe „Wenge Musica 4 * 4“ aufgenommen. Als diese Band sich auflöste, gründeten Gola, Werrason, Didie 'Masela und Adolphe die Gruppe „Wenge Musica Maison Mère“, in der er von 1997 bis 2004 spielte. 2004 verließ er die Gruppe „Werrason“ und gründete mit JDT Mulopwe und Bill Clinton Kalonji, der auch Werrason verließ, die neue Gruppe „The Marquis of Mother House“. 2005 schloss sich Gola der Gruppe „Quartier Latin International“ von Koffi Olomide an und hatte dort mit Sisi Silvie seinen größten Erfolg. Diese Band verließ er 2006 wieder für seine Solokarriere. Im selben Jahr verließ ebenfalls Fally Ipupa die Gruppe „Quartier Latin International“.
Seit 2017 betreibt er ein eigenes Label.

## Diskografie
- 2006 Sens interdit (DRTV Production)
- 2008 Lubukulukumu(Diego Music)  CD & DVD maxi-single
- 2009 Qui est derrière toi ? (DRTV Production) 2CD
- 2010 Au Zénith de Paris (Olinath Production) Live CD & DVD
- 2012 Avant Gout (Jeericho) 3-track EP & DVD
- 2013 Boite Noire – CD1 (Diego Music)
- 2013 Boite Noire – CD2 (Diego Music)
- 2017 QQJD Vol. 1 (red album) (Ferre Gola TV)
- 2017 QQJD Vol. 2 (blue album) (Ferre Gola TV)
- 2017 QQJD Vol. 3 (yellow album) (Ferre Gola TV)
- 2022 Dynastie 1 (white album)  (Ferre Gola TV)
- 2023 Dynastie 2 (Vol1-2)  (Ferre Gola TV)